# مارك جوزيف هيرلي
مارك جوزيف هيرلي (بالإنجليزية: Mark Joseph Hurley)‏ هو كاهن كاثوليكي أمريكي، ولد في 13 ديسمبر 1919 في سان فرانسيسكو في الولايات المتحدة، وتوفي بنفس المكان في 5 فبراير 2001.